# Нін'ань
Нін'ань (спрощ.: 宁安; піньїнь: Níng'ān) — міський повіт китайського міста Муданьцзян, що в провінції Хейлунцзян.

## Географія
Нін'ань розташовано на річці Муданьцзян, за 20 км на південь від окружного центру Муданьцзяна.

## Історія

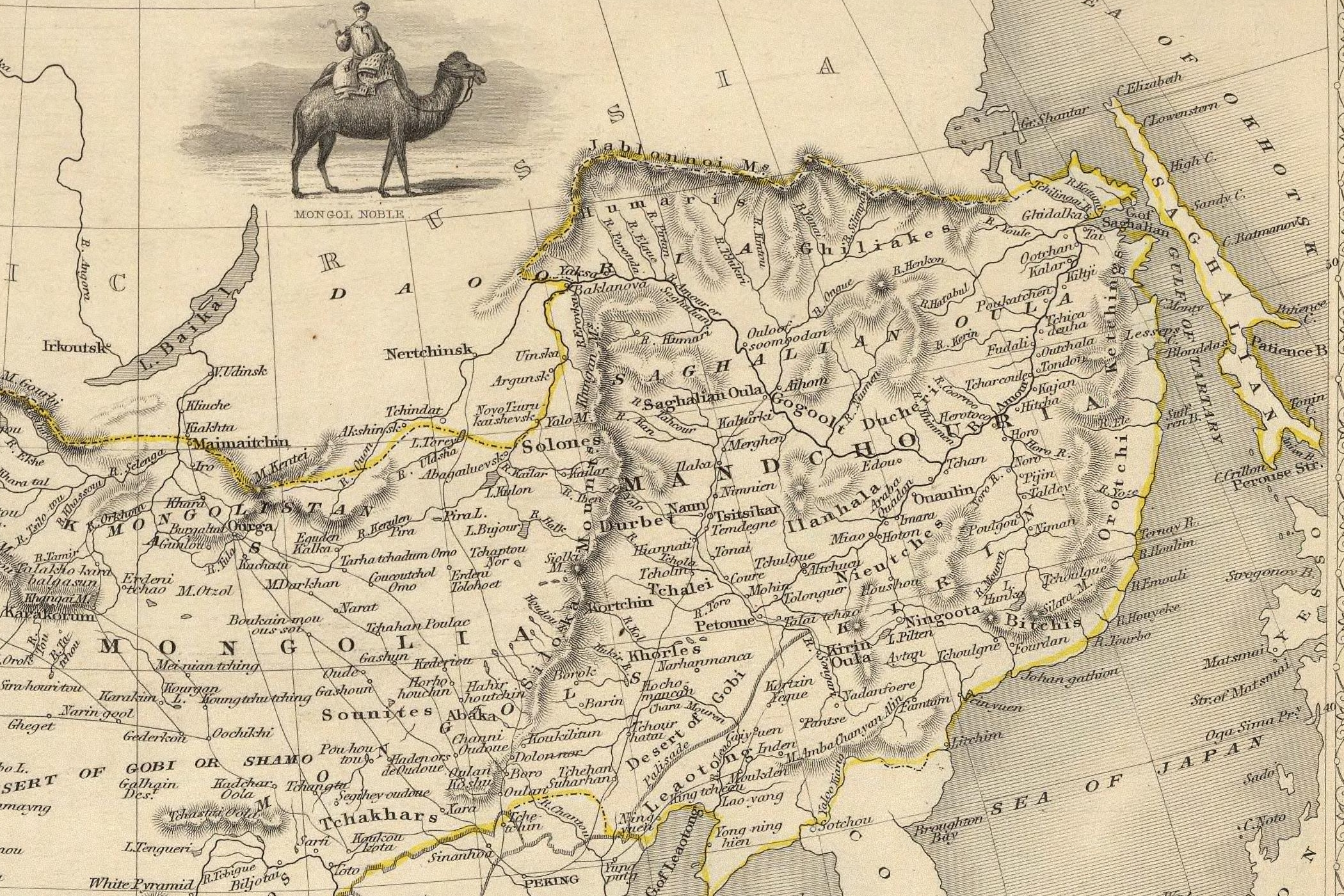
Нінгута серед найважливіших міст Маньчжурії на мапі 1851 року

У середньовіччі на місці сучасного міського повіту Нін'ань розташовувалось місто Нінгута. Будучи одним з найпівденніших міст у басейні Амуру, в XVII столітті Нінгута була головною базою цінської влади в регіоні. У 1650-х роках Нінгута на певний час стала головною базою маньчжурів у їхніх війнах проти російських першопрохідців, які намагались колонізувати басейн Амуру. З Нінгути маньчжурські сили вийшли 1652 року для того, щоб вигнати Хабарова з Ачанська, втім зазнали поразки. З Нінгути ж 1654 року вниз Хурхою та Сунгарі вирушив флот Шархуди, який 1658 року розбив Онуфрія Степанова на Амурі біля гирла Сунгарі.
Хоч до кінця XVII століття маньчжури збудували низку інших міст у басейні Амуру — Гірин на Сунгарі, Ціцікар і Мергень на Нуньцзяні, Айгунь на Амурі, — Нінгута й далі залишалася одним з найважливіших міст Маньчжурії до початку XX століття, коли Китайсько-Східна залізниця перетнула річку Хурху (Муданьцзян) за 20 км на північ від Нінгути, й місто Муданьцзян, що там виникло, почало швидко зростати й невдовзі затьмарило стару Нінгуту.
1907 року розпочалось переведення системи управління Маньчжурією з військового курсу на цивільний. Ще 1903 року при нінгутинському фудутуні заснували Суйфеньський комісаріат. 1909 року його підвищили в статусі до управи провінції Гірин; фудутунство при цьому розформували. 1910 року Суйфеньську управу перейменували в Нін'аньську управу.
Після Синьхайської революції відбулась зміна системи управління Китаєм: управи було ліквідовано, 1913 року створено повіт Нін'ань провінції Гірин.
1931 року Маньчжурію окупували японські війська, а 1932 року було створено маріонеткову Маньчжурську державу. 1934 року там створили провінцію Біньцзян, до складу якої ввійшов повіт Нін'ань. 1937 року він перейшов до складу нової провінції Муданьцзян.
Після Другої світової війни повіт Нін'ань у квітні 1946 року ввійшов до складу нової провінції Суйнін. У серпні 1946 року північну частину повіту Нін'ань виокремили в повіт Синьхай. У жовтні того ж року провінцію Суйнін переформували на Спеціальний район Муданьцзян; водночас із повіту Нін'ань виділили окремий повіт Цзінбо. У серпні 1947 року спеціальні райони Муданьцзян і Дунань об'єднали в провінцію Муданьцзян. У липні 1948 року рішення про створення провінції Муданьцзян скасували, й ті землі ввійшли до складу провінції Сунцзян. У жовтні 1948 року повіт Цзінбо ліквідували, а його територія повернулася повіту Нін'ань. 1954 року провінцію Сунцзян приєднали до провінції Хейлунцзян.
У лютому 1956 року уряд Хейлунцзяну створив Спеціальний район Муданьцзян, до складу якого ввійшов повіт Нін'ань. При цьому розформували повіт Хайлінь, а його західна частина ввійшла до складу повіту Нін'ань; 1962 року повіт Хайлінь відновили. У жовтні 1983 року утворено міський округ Муданьцзян, а повіт Нін'ань увійшов до його складу. 12 лютого 1993 року повіт Нін'ань переформували на міський повіт.

## Адміністративний поділ
Нін'ань поділяється на 1 вуличний комітет, 7 селищ, 3 волості та 2 національні волості.
| Назва      | Оригінал         | Статус              | Населення осіб (2010) | Координати                                                                |
| ---------- | ---------------- | ------------------- | --------------------- | ------------------------------------------------------------------------- |
| Ченцюй     | 城区街道办事处   | вуличний комітет    | 73.892                | 44°20′59″ пн. ш. 129°28′15″ сх. д. / 44.349698° пн. ш. 129.470806° сх. д. |
| Дунцзінчен | 东京城镇         | селище              | 43.371                | 44°06′48″ пн. ш. 129°12′37″ сх. д. / 44.113385° пн. ш. 129.210267° сх. д. |
| Хайлан     | 海浪镇           | селище              | 39.600                | 44°19′30″ пн. ш. 129°14′01″ сх. д. / 44.325081° пн. ш. 129.233742° сх. д. |
| Бохай      | 渤海镇           | селище              | 36.258                | 44°07′09″ пн. ш. 129°09′42″ сх. д. / 44.119054° пн. ш. 129.161773° сх. д. |
| Цзяннань   | 江南朝鲜族满族乡 | національна волость | 30.882                | 44°19′54″ пн. ш. 129°28′19″ сх. д. / 44.331804° пн. ш. 129.471965° сх. д. |
| Шіянь      | 石岩镇           | селище              | 29.288                | 44°10′25″ пн. ш. 129°20′14″ сх. д. / 44.173745° пн. ш. 129.337125° сх. д. |
| Нін'ань    | 宁安镇           | селище              | 28.118                | 44°20′59″ пн. ш. 129°28′15″ сх. д. / 44.349698° пн. ш. 129.470806° сх. д. |
| Шалань     | 沙兰镇           | селище              | 26.502                | 44°09′59″ пн. ш. 128°58′27″ сх. д. / 44.166481° пн. ш. 128.974233° сх. д. |
| Саньлін    | 三陵乡           | волость             | 21.283                | 44°10′00″ пн. ш. 129°06′33″ сх. д. / 44.166727° пн. ш. 129.109244° сх. д. |
| Волун      | 卧龙朝鲜族乡     | національна волость | 17.336                | 44°09′58″ пн. ш. 129°24′20″ сх. д. / 44.16605° пн. ш. 129.405532° сх. д.  |
| Махе       | 马河乡           | волость             | 17.085                | 44°01′07″ пн. ш. 129°11′57″ сх. д. / 44.018656° пн. ш. 129.199281° сх. д. |
| Цзінбо     | 镜泊乡           | волость             | 16.630                | 43°47′28″ пн. ш. 128°55′00″ сх. д. / 43.791084° пн. ш. 128.916726° сх. д. |
| Ланьган    | 兰岗镇           | поселок             | 14.756                | 44°15′50″ пн. ш. 129°24′25″ сх. д. / 44.263831° пн. ш. 129.406948° сх. д. |